# Compukit UK-101
Compukit UK-101 (UK-101) је кућни рачунар, производ фирме Compukit који је почео да се израђује у Уједињеном Краљевству током 1979. године.
Користио је MOS Technology 6502 као централни микропроцесор а RAM меморија рачунара UK-101 је имала капацитет од 4 KB прошириво до 8 KB на плочи. 

## Детаљни подаци
Детаљнији подаци о рачунару UK-101 су дати у табели испод.
|                       |                                 |
| [ 1 ]                 |                                 |
| Произвођач            |                                 |
| Тип                   | кућни рачунар                   |
| Меморија              | 4 прошириво до 8 на плочи       |
| Поријекло             | Уједињено Краљевство            |
| Година                | 1979                            |
| Тастатура             | пуни помак тастера ,50 тастера  |
| Процесор              |                                 |
| Фреквенција процесора | 1 (оверклок на 2 )              |
| RAM                   | 4 прошириво до 8 на плочи       |
| ROM                   | 8 (Microsoft BASIC) + 2 монитор |
| Текст                 | 16 до 48 знакова x 16 линија    |
| Графика               | нема, али 128 графичких знакова |
| Боја                  | једна боја                      |
| Звук                  | стандардни звучник              |
| Димензије             | непознато                       |
| Портови               |                                 |
| Оперативни систем     | [[]]                            |